# روبن كاستيلو (ملاكم)
روبن كاستيلو (بالإنجليزية: Ruben Castillo)‏ مواليد 19 ديسمبر 1957 في لوبوك، هو ملاكم أمريكي يصنف ضمن فئة الوزن الخفيف.

## إحصائيات
خاض خلال مسيرته 81 نزالا، فاز في 69 وتعادل في 2 وخسر في 10. فاز بالضربة القاضية في 37 نزالا.

## روابط خارجية
- روبن كاستيلو على موقع بوكس ريك (الإنجليزية) (registration required)